# Jason Thirsk
Jason Thirsk   (Hermosa Beach, 25 de desembre de 1967 - 29 de juliol de 1996) va ser un músic estatunidenc que va ser, des de 1988 fins a la seva mort el 1996, el baixista del grup de hardcore melòdic Pennywise.

## Biografia
Pennywise es va formar el 1988 per Thirsk juntament amb el cantant Jim Lindberg, el guitarrista Fletcher Dragge i el bateria Byron McMackin.
A Thirsk, que no li agradava gaire viatjar, havia estat en rehabilitació per alcoholisme, patia depressió i havia abandonat temporalment el grup, es va suïcidar als 28 anys amb un tret al pit. La seva xicota va descobrir el seu cos l'endemà de la seva mort.
El grup va decidir seguir fent música després de la mort de Thirsk i dedicar-li les seves actuacions al Warped Tour de 1996. Més endavant van incorporar al baixista Randy Bradbury de One Hit Wonder i el grup es va dedicar a escriure un nou àlbum, Full circle, que estava format principalment per missatges contra el suïcidi. Una de les cançons més populars de Pennywise, «Bro hymn», va ser escrita originalment per Thirsk com a homenatge a tres dels seus amics: Tim Colvin i Carlos Canton, que van morir en un accident de moto, i Tom Nichols, que es va ofegar al moll d'Hermosa Beach el 1988. Pennywise va tornar a gravar la cançó després de la seva mort com a homenatge al seu company de grup traspassat, substituint la línia Canton, Colvin, Nichols, this one's for you per Jason Matthew Thirsk, this one's for you i reanomenant la cançó com a «Bro hymn tribute». Justin Thirsk, germà de Jason i bateria de 98 Mute, participà en l'enregistrament, tant a la bateria com als cors.

## Discografia

### Amb Pennywise
- A Word From the Wise (1989, EP)
- Wildcard (1989, EP)
- Pennywise (1991)
- A Word from the Wise/Wildcard (1992, recopilatori dels dos EP)
- Unknown Road (1993)
- About Time (1995)
- Yesterdays (2014; conté composicions no enregistrades de Thirsk).